# Deutsches Zentrum für Psychische Gesundheit
Das Deutsche Zentrum für Psychische Gesundheit (DZPG) ist ein im Aufbau befindliches Deutsches Zentrum, welches die bestehenden Deutschen Zentren der Gesundheitsforschung (DZG) ergänzt, deren übergreifendes Ziel die Optimierung von Forschungsbedingungen ist, um häufige Erkrankungen besser zu verstehen und versorgungsrelevante Forschungsergebnisse schneller in die Praxis zu bringen. Das Zentrum nahm am 1. Mai 2023 mit einer zweijährigen Startphase seine Arbeit auf.

## Geschichte
Nachdem durch Förderung des Bundesministeriums für Bildung und Forschung (BMBF) seit 2009 sechs Deutsche Zentren der Gesundheitsforschung (DZG) aufgebaut wurden, kam nicht nur durch die Fachgesellschaften der Wunsch nach einem Deutschen Zentrum für Psychische Gesundheit (DZPG) auf. Die Häufigkeit psychischer Erkrankungen, die mit einer hohen Krankheitslast verbunden ist, und die häufig noch nicht gut verstandenen Krankheitsursachen und -mechanismen erfordern großangelegte vernetzte Forschungsvorhaben, um effektivere und auf die Bedürfnisse der Betroffenen ausgerichtete Präventions-, Diagnose- und Therapieverfahren zu entwickeln.
Die Ausschreibung für ein Deutsches Zentrum für Psychische Gesundheit (DZPG) erfolgte 2020 durch das BMBF. In einem mehrstufigen kompetitiven Bewerbungsverfahren hat das BMBF auf Grundlage von Empfehlungen eines internationalen Expertengremiums aus insgesamt 20 Bewerbungen im März 2021 sechs deutsche Standorte ausgewählt, die das DZPG konstituieren. Am 10. März 2021 wurden die Ergebnisse auf einer Pressekonferenz durch die zu dem Zeitpunkt amtierende Bundesministerin für Bildung und Forschung Anja Karliczek verkündet.
In einer sechsmonatigen Konzeptualisierungsphase, die im September 2021 startete, wurden den Standorten durch das BMBF Mittel bereitgestellt, um ein gemeinsames Gesamtkonzept für das DZPG zu erarbeiten, welches wiederum durch ein internationales Expertengremium evaluiert wurde. 2023 begannen wissenschaftlichen Arbeiten, die Fördersumme soll bis zu 30 Millionen Euro pro Jahr betragen.
Am 1. Mai 2023 startete die Aufbauphase, ein erstes gemeinsames Retreat der sechs Standorte fand Mitte September 2023 in Ulm statt, ein zweites Ende September 2024 in Berlin.

## Standorte
Sechs Standorte bilden das DZPG, wobei fünf Standorte jeweils Partnerstandorte haben. Die Standorte sind hier von Nord nach Süd wiedergegeben, Standortsprecher bzw. Standortsprecherin sind Andreas Heinz (Berlin), Silvia Schneider (Bochum), Martin Walter (Jena), Andreas Meyer-Lindenberg (Mannheim), Andreas Fallgatter (Tübingen) und Peter Falkai (München).

### Berlin / Potsdam
Der Standort Berlin/Potsdam setzt Schwerpunkte auf die Diversität menschlicher Lebensbedingungen und Lebensweisen in der Prävention und Behandlung psychischer Erkrankungen. Dies umfasst die Betrachtung über die Lebensspanne hinweg mit unterschiedlichen Entwicklungen in der körperlichen und psychischen Gesundheit, wozu auch die vielfältigen sozialen Lebensbedingungen und Teilhabemöglichkeiten gehören.

### Bochum / Marburg
Der Standort Bochum/Marburg konzentriert sich auf psycho-soziale Faktoren psychischer Gesundheit über das gesamte Altersspektrum. Ein Fokus liegt auf dem Kindes- und Jugendalter sowie den relevanten Lebenswelten. Erfasst werden ab der Geburt bio-psycho-soziale Faktoren und Entwicklungsprozesse, die zu psychischer Gesundheit bzw. psychischen Störungen beitragen. Ziel ist die frühe Prävention zur Förderung von Gesundheits- und Reduktion von Risikofaktoren. Dafür werden die Lebensumwelten Familie, Kita/Kindergarten/Schule und Arbeit wie auch kultureller Hintergrund, sozioökonomischer Status und Wohnort berücksichtigt.

### Jena / Halle / Magdeburg
Der Standort Jena/Halle/Magdeburg setzt einen Schwerpunkt auf die Bildgebung, um neuronale Prozesse genauer zu untersuchen und so Therapien besser individualisieren zu können. Zusätzlich werden auch Einflüsse von Immunfaktoren und Darm-Mikrobiom auf die Gehirnfunktion berücksichtigt und innovative tragbare Techniken zur Datenerfassung und Verhaltensmodifikation entwickelt. Ziel sind effektivere Medikamente, Psychotherapien und nicht-invasive Stimulationstechniken, sodass Erkenntnisse aus der Grundlagenforschung zu einer verbesserten Versorgung beitragen können.

### Mannheim / Heidelberg / Ulm
Der Standort Mannheim/Heidelberg/Ulm plant in seinem Antrag, die psychische Gesundheit der Bevölkerung messbar zu verbessern, indem der translationale Kreislauf in der Psychiatrie deutlich beschleunigt wird. Das Forschungsprogramm beinhaltet die Erforschung individueller Risiko- und Resilienzfaktoren, die Entwicklung neuer Therapien sowie den Einsatz mobiler digitaler Technologien. Der Fokus liegt hierbei auf sozialen Interaktionen in besonders kritischen Zeitabschnitten, bei frühen Traumatisierungserfahrungen und in der Adoleszenz.

### Tübingen
Der Standort Tübingen fokussierte in seinem Antrag auf drei Säulen: Neuromodulationsverfahren (d. h. nichtinvasive Hirnstimulation und Neurofeedback) sollen optimiert werden, um die den psychischen Erkrankungen zugrunde liegenden Hirnfunktionsstörungen zu normalisieren. Psychotherapeutische Verfahren sollen innovativ weiterentwickelt und beispielsweise um digitale Komponenten, spezielle Trainings oder virtuelle Realität ergänzt werden. Um das Verständnis dieser beiden therapeutischen Ansätze zu verbessern, müssen vielfältige komplexe klinische Daten, Bildgebung und Genetik zusammengeführt werden, wodurch die rechnergestützte Psychiatrie als dritte Forschungssäule erforderlich ist.

### München / Augsburg
Der Standort München/Augsburg bewarb sich mit dem Konzept Precision in Mental Health (PriMe): Chronizität verstehen, vorhersagen und verhindern, in dem mit einer interdisziplinären Vorgehensweise die Krankheitsbilder Schizophrenie, Bipolare Störung und Depressive Störung längsschnittlich erforscht werden. Mit PriMe soll ein besseres Verständnis und genauere Vorhersagen realisiert werden, damit Chronifizierung und Sterblichkeit dieser psychischen Erkrankungen verhindert werden können.

## Erfahrungsexpertise und Partizipation
Eine Besonderheit des DZPG ist, dass Betroffene und Angehörige systematisch in die Schritte der Forschungsgestaltung einbezogen werden, was bislang in diesem Fachgebiet so nicht üblich sei.
In der Ausschreibung wurde durch das BMBF bereits explizit auf die Einbeziehung von Betroffenen und Angehörigen hingewiesen. Um sicherzustellen, „dass die Bedürfnisse der Patientinnen und Patienten und ihrer Angehörigen angemessen berücksichtigt werden, sind sie bzw. ihre Vertretungen in allen Phasen der Planung, der Durchführung und der Umsetzung der Forschungsergebnisse in geeigneter Weise einzubeziehen“. Partizipationsstrukturen sollen auch in das Gesamtkonzept des DZPG einbezogen werden und beispielsweise in Form eines Beirates realisiert werden. Diesbezüglich soll das Gesamtkonzept eine zentrumsübergreifende Strategie enthalten, wodurch die umzusetzende partizipatorischen Strukturen und Abläufe im DZPG beschrieben werden.
Hierzu wurde im Sommer 2021 – noch vor der eigentlichen Konzeptentwicklungsphase – ein trialogischer Zentrumsrat gebildet. Trialogisch bedeutet, dass sich der Rat aus Betroffenen, Angehörigen und Forschenden aus den einzelnen DZPG-Standorten zusammensetzt. Dadurch sollte die Einbindung von Betroffenen und Angehörigen bereits bei der Gestaltung der zukünftigen Strukturen und inhaltlichen Schwerpunkte gewährleistet werden. Aufgabe ist, dass Themen wie „Peer-Support, Entstigmatisierung, Salutogenese, Umgang von Angehörigen mit Suiziden und partizipatives Forschen in der klinischen Psychologie und Psychiatrie“ in der Forschungsagenda des DZPG etabliert werden. Für den Aufbau nachhaltiger Strukturen und Mitsprachemöglichkeiten im DZPG wurde eine Abteilung für Patient and Public Involvement entworfen. An den jeweiligen Standorten wird es lokale Räte geben, die mit entscheidungsbefugt sind. Der trialogische Zentrumsrat trifft sich regelmäßig, um Prozesse der Mitgestaltung zu diskutieren.
Ein wichtiges Projekt ist die Erfassung relevanter Forschungsthemen durch Menschen mit psychischen Schwierigkeiten und deren Angehörige. Ziel des Projekts Forschungskompass Mentale Gesundheit ist die zukünftige Themenwahl in der Forschung stärker an den tatsächlichen Bedarfen auszurichten. Dazu wurde in einer ersten Runde vom 22. Februar bis zum 14. März 2024 ein dreiwöchiger Online-Dialog geschaltet, bei dem entsprechende Themen eingebracht und eingesehen werden können. Ab dem 12. September 2024 konnten Angehörige und Betroffene in einer zweiten Runde drei Wochen lang die für sie wichtigsten Themen auswählen können. Eine Veröffentlichung der Ergebnisse ist für 2025 geplant.